# Trifuncionalidad protoindoeuropea
La trifuncionalidad protoindoeuropea (o hipótesis trifuncional o funciones tripartitas indoeuropeas) es una hipótesis que postula que los pueblos protoindoeuropeos desarrollaron un esquema "mental" (psicológico, ideológico, social y político) de tipo tripartito (tríada). Ello redundó en que desarrollasen sociedades divididas en tres castas o estamentos, donde cada uno de ellos desarrollaba una función, sin tener mucho en cuenta su poder económico (consultar: sociedad de clases). La hipótesis constituye un modelo explicativo de la sociedad indoeuropea.
Este planteamiento fue sustentado principalmente por Georges Dumézil, historiador francés, aunque Jean Boissel la propuso en 1929 en su libro Flamen-Brahman. Ya Adalberón de Laon, aunque en su época aún no se concebía el concepto de «indoeuropeo», postulaba una teoría de los tres órdenes sociales: el de «los que rezan» (oratores), el de «los que combaten» (bellatores) y el de «los que trabajan» (laboratores).
Dumézil arribó al concepto de funciones tripartitas indoeuropeas mediante estudios de mitología comparada, pero aunque esta estructura trina se encuentra esencialmente en los mitos, también es evidente en las estructuras narrativas y en la organización social.

## División tripartita en lo religioso-mitológico
- Primera función: divinidades relacionadas por una parte con la magia y por otra con la justicia:[3] Mitra, Varuna (India védica), los héroes Yudhishthira (Majabhárata), Odín y Týr (mitología nórdica), y Júpiter (uno de los tres dioses de la tríada precapitolina de la mitología romana).
- Segunda función: divinidades relacionadas por una parte con la fuerza física, y por otra con el mando, la victoria y la sabiduría: Indra (India védica), los héroes Arjuna y Bhima (Majabhárata), Tor (mitología nórdica), Ares y Atena (la fuerza física y la sabiduría, respectivamente, en la mitología griega), y Marte (uno de los tres dioses de la tríada precapitolina de la mitología romana).
- Tercera función: divinidades relacionadas con la paz, la belleza física, las cosechas, el ganado, la prosperidad, la riqueza y abundancia, el amor y la sensualidad: los dos Ashuin (India védica), los héroes Nakula y Sajádeva (Mahábharata), Freyr, Freyja y Njord (mitología nórdica), y Quirino (uno de los tres dioses de la tríada precapitolina de la mitología romana).

## División tripartita en lo social
Según Georges Dumézil, la sociedad protoindoeuropea abarcaba tres grupos principales, cada uno con una función social muy clara: 
- Grupo de la autoridad: el primer grupo se asocia con la autoridad, que abarca dos aspectos distintos y complementarios, el aspecto jurídico y sacerdotal pero mundano, y el aspecto también sacerdotal, pero enraizado en el mundo sobrenatural.
- Grupo de la guerra: el segundo se vincula con el ejercicio de la fuerza y con lo militar.
- Grupo de la productividad: el tercer grupo cumple la función del trabajo en la tierra (o el agua) para obtener sus frutos, o bien la del comercio.[4]

Ejemplos de divisiones tripartitas en culturas indoeuropeas antiguas:

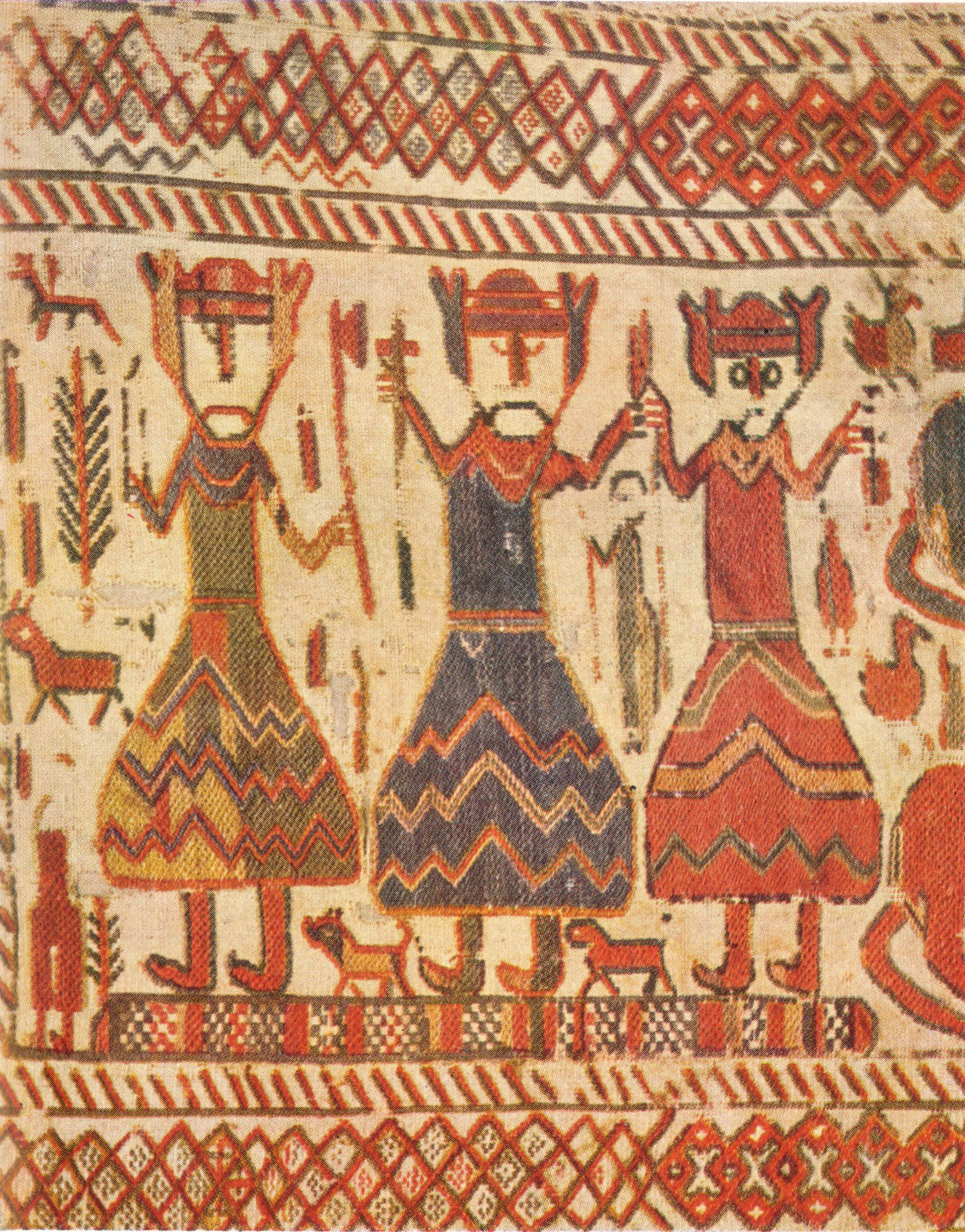
Los tres dioses, Odín, Tor y Freyr, que para Terje Leiren, supuestamente, se corresponderían con los grupos de la división trifuncional. Tapiz sueco del.

- La mitología protoindoeuropea se dividiría del mismo modo tripartito y a cada grupo social le correspondería su propia deidad o familia de dioses. Según el historiador noruego Terje Leiren, este orden tripartito del mundo divino, que refleja el orden de la sociedad humana, se ve llamativamente ilustrado en la agrupación de dioses que se ve en un tapiz sueco del siglo XII. En el tapiz puede verse a Odín (el dios supremo, con un solo ojo, patrono de los sacerdotes y los magos), a Tor (el dios que guerrea con su martillo tonante) y a Freir (un dios menor, patrono de la fertilidad y la agricultura, que en la imagen del tapiz sostiene trigo).[5]
- Las tres castas hindúes: brahmanes o sacerdotes, kshatriya o gobernantes y vaishya o criadores de ganado y comerciantes (Shudra; el grupo de los "intocables" es una cuarta casta, pero es una casta excluida, al parecer de origen ajeno al indoeuropeo, pues quienes pertenecen a ella descenderían principalmente de los primitivos habitantes del subcontinente indio: los que vivían allí antes de las invasiones arias).[6]
- La teoría tripartita del alma que propuso Platón en La República, donde argumenta que el alma se compone de tres partes: la racional, la espiritual y la apetitiva, las cuales se corresponden con los tres estamentos que existen en una sociedad justa, en la que cada una de las clases sociales se caracteriza por el predominio de una de las tres partes del alma.[7]
- La supuesta división, entre los antiguos germanos, en un rey, nobles y hombres libres.[8]

## Las tres funciones en la actualidad
Según Georges Dumézil:

"Le schéma tripartite est mort en Occident avec les États généraux de 1789, quand la noblesse et le clergé ont baissé le pavillon devant le tiers État. On a enfin répondu à la question: qu'est-ce que le tiers état? Eh bien, c'était la ruine du système trifonctionnel".
"El esquema tripartito en Occidente ha muerto con los Estados generales de 1789, cuando la nobleza y el clero arriaron la bandera ante el tercer estado. Por fin se ha respondido a la pregunta: ¿qué es el tercer Estado? Pues bien, era la ruina del sistema trifuncional".
Georges Dumézil

## Influencia y debates
Esta hipótesis goza de una importante vigencia. 
Entre los partidarios de la hipótesis se cuentan autores como Bernard Sergent y Iaroslav Lebedynsky, quien llega a la conclusión de que «la idea básica parece demostrada de manera convincente» («the basic idea seems proven in a convincing way»). La aprobación que expresara C. Scott Littleton fue criticada por Bruce Lincoln como "rayana en la hagiografía".
Fuera del campo de los estudios indoeuropeos, la hipótesis fue adoptada por mitógrafos, antropólogos e historiadores como Mircea Eliade, Claude Lévi-Strauss, Marshall Sahlins, Rodney Needham, Jean-Pierre Vernant y Georges Duby.
Sin embargo, el historiador Arnaldo Momigliano, discípulo de Dumézil, ha criticado duramente la hipótesis y la ha matizado. El propio Dumézil la matizó y la reelaboró tras las discusiones suscitadas luego de su primera presentación. Tanto Momigliano como los también historiadores Carlo Ginzburg y Bruce Lincoln basaron sus críticas en que Dumézil simpatizaba políticamente con la derecha. Guy G. Stroumsa considera infundado tal reproche y Stefan Ardvidsson, pese a admitir que Dumézil apoyó la organización Action Française y mediante un seudónimo escribió alabanzas en favor de Benito Mussolini, lo considera un autor lo bastante profesional para separar sus investigaciones de sus adhesiones ideológicas.